# Johann Pol

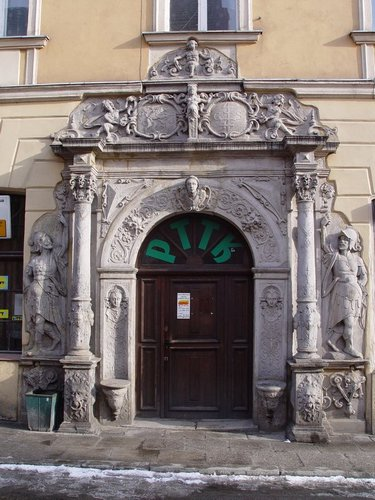
Portal kamienicy w Jaworze

Johann Pol, niem. Johann Pohl (ur. 2 poł. XVI w., zm. po 1622) – śląski rzeźbiarz czasów manieryzmu, czynny w Głogowie w latach 1609–1622, jedyny znany z nazwiska rzeźbiarz tego środowiska w tym czasie.
Warsztat Johanna Pola zajmował się głównie tworzeniem portali do dworów szlacheckich, kamienic oraz kościołów. Wykonywał także płyty nagrobne dla reprezentantów śląskiej szlachty północnych terenów Dolnego Śląska. Dzieła Johanna Pola cechuje niezwykłe bogactwo dekoracji ornamentalnej o motywach floralnych oraz zwierzęcych. Ornamentyka pokrywa niemal każdy element dzieła. Wykorzystywał w swoich dziełach motywy groteskowe i niemieckie wzory graficzne. Tworzonego przez niego portale należą do najbogatszych dzieł tego typu czasów manieryzmu w Europie.

## Dzieła
- epitafia mieszczan kożuchowskich w kościele par. w Kożuchowie (1607–1617)
- płyta nagrobna Heleny von Kittlitz Młodszej w Kurowie Wielkim (1610–1613);
- płyta nagrobna nn. kobiety w Piersnej (ok. 1611);
- płyta nagrobna Heleny von Kittlitz w Kurowie Wielkim (ok. 1613);
- portal południowy kościoła św. Marcina w Jaworze (1615–1617);
- portal kamienicy przy ul. Legnickiej 3 w Jaworze (1617–1619);
- portal kamienicy Rynek 26 w Głogowie (1617), obecnie wmurowany w ścianę dawnego kolegium jezuitów;
- portal dworu w Osetnie (1618), z zachowaną sygnaturą artysty;
- portal dworu w Mojęcicach (1620), z zachowaną sygnaturą artysty oraz datą.